# Nœud d'Héraclès

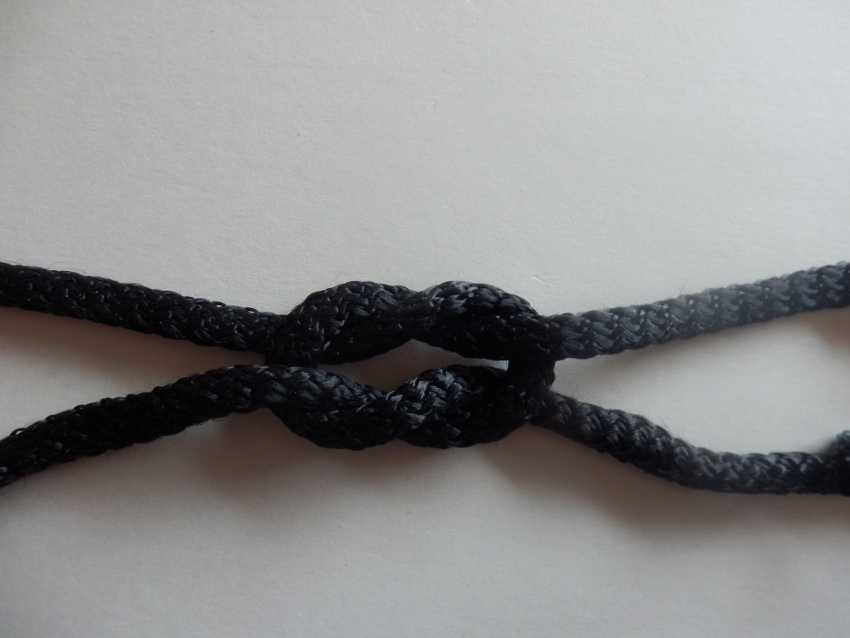
Nœud dit d'Héraclès ou d'Hercule

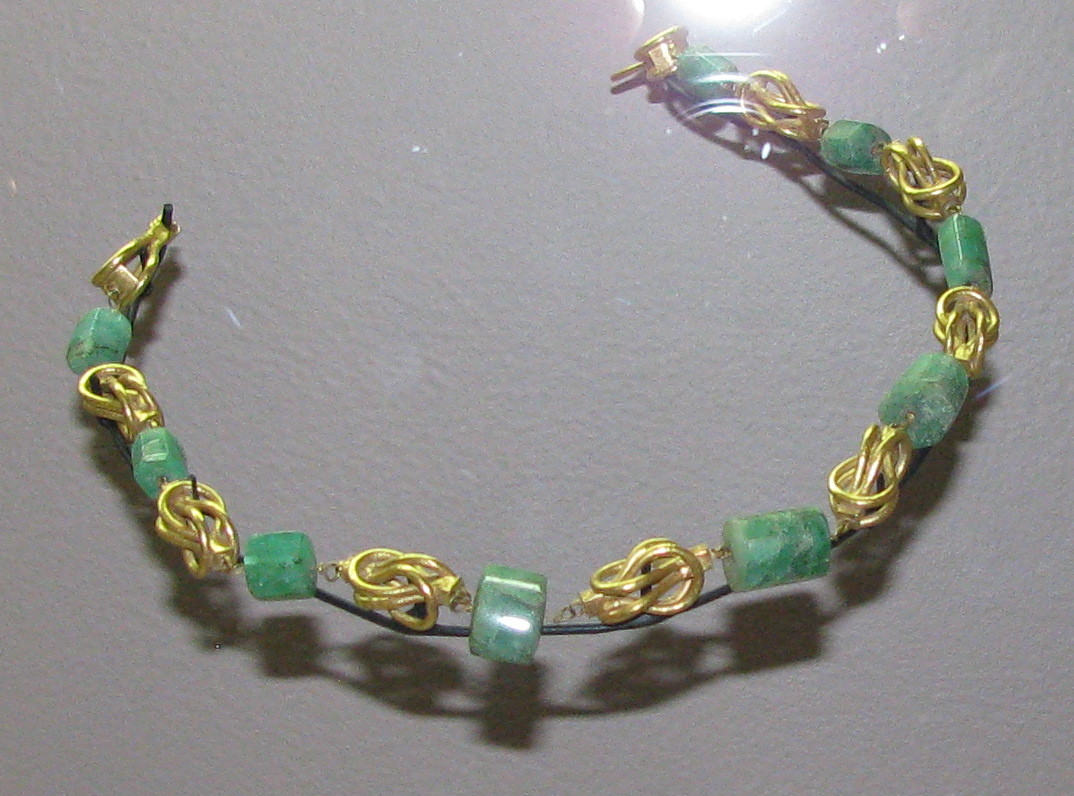
Collier romain d'émeraudes reliées par des nœuds d'Héraclès - Trésor de Lyon-Vaise, musée gallo-romain de Fourvière.

Un nœud d'Héraclès (ou nœud d'Hercule) est un nœud décoratif et symbolique employé dans l'Antiquité gréco-romaine.

## Structure
Le nœud d'Héraclès formé de deux boucles opposées, dont les brins se croisent alternativement dessus et dessous. Il est similaire au nœud plat.

## Symbolisme
Dans la Rome antique, la mariée serrait sa tunique par un nœud d'Héraclès que seul le mari dénouait lors des noces. Héraclès ayant eu soixante dix enfants selon la tradition antique, le nœud qui lui est associé était un présage de fécondité.